# (2891) McGetchin
(2891) McGetchin est un astéroïde de la ceinture principale.

## Description
(2891) McGetchin est un astéroïde de la ceinture principale. Il fut découvert le 18 juin 1980 à l'Observatoire Palomar par Carolyn S. Shoemaker. Il présente une orbite caractérisée par un demi-grand axe de 3,37 UA, une excentricité de 0,13 et une inclinaison de 9,3° par rapport à l'écliptique.

## Compléments